# Reposaari
Reposaari (en sueco: Räfsö) es una isla en la desembocadura del río Kokemäenjoki en Pori, parte del país europeo de Finlandia.
Está conectado con la parte continental de Finlandia por tres puentes. Se trata principalmente de una zona portuaria e industrial.